# Krpálek
Příjmení Krpálek (Krpálková) nosí více osobností.
- Jiří Krpálek (1931–2017) – český římskokatolický kněz, biskup skryté církve a papežský kaplan
- Lukáš Krpálek (* 1990) – český judista, olympijský vítěz a mistr světa
- Michal Krpálek (* 1989) – český judista, starší bratr Lukáše Krpálka